# Laura Esterman
Pour les articles homonymes, voir Estermann.
Laura Esterman, née le 12 avril 1945 à New York, est une actrice américaine connue pour son rôle de Ruby the Galactic Gumshoe (en) dans des pièces radiophoniques contemporaines et pour ses Drama Desk Award et Obie Award obtenus en 1992 pour son rôle de Bessie dans la pièce Marvin's Room (en) de Scott McPherson (en).

## Biographie
Laura Esterman est la fille de Sophie Milgram et de Benjamin Esterman, un médecin. Elle fait ses débuts à Broadway en 1969 dans la reprise de The Time of Your Life (en) (1939) de William Saroyan. Ses autres crédits à Broadway sont La Valse des toréadors de Jean Anouilh, God's Favorite (en) de Neil Simon, Teibele and Her Demon, Le Suicidé de Nikolaï Erdman, La Métamorphose d'après Franz Kafka et The Show Off.
Esterman travaillé également pour la télévision et le cinéma. Ses crédits à la télévision incluent Remington Steele, Hôpital St Elsewhere, Drôle de vie, La Loi de Los Angeles, Sacrée Famille (Family Ties), New York, police judiciaire (Law and Order), New York 911(Third Watch) et New York, unité spéciale (Law and Order: Special Victims Unit), entre autres. Ses crédits au cinéma incluent notamment Dément (Alone in the Dark), Ironweed, L'Éveil (Awakenings), The Doors, Les Valeurs de la famille Addams, La Confession et Arranged (en).

### Filmographie
- 1995 : New York, police judiciaire (saison 6, épisode 6) : professeure Florence Cooley
- 1999 : New York, police judiciaire (saison 10, épisode 8) : Eva Walcoff
- 2000 : New York, unité spéciale (saison 2, épisode 6) : Mrs. Sandomir